# Buvinda Vallis
La Buvinda Vallis è una struttura geologica della superficie di Marte.